# Jack Hendry
Pour les articles homonymes, voir Hendry.
 (mars 2021).
Jack Hendry, né le 7 mai 1995 à Glasgow en Écosse, est un footballeur international écossais, qui joue au poste de défenseur à l'Al-Ettifaq FC.

## Biographie

### Au club
Le 23 mai 2014, il fait ses débuts en faveur de Partick Thistle lors d'un match contre Motherwell. Le 1er septembre, il rejoint le club anglais de Wigan Athletic, mais ne joue aucun match. Il est alors prêté à Shrewsbury Town et  Milton Keynes Dons. 
Le 5 juillet 2017, il rejoint Dundee. Avec Dundee, il dispute 24 matchs en première division écossaise, marquant un but.
Le 31 janvier 2018, il rejoint le Celtic pour une somme de 1,5 million de livres.[réf. nécessaire]
Le 22 janvier 2020, il est prêté à Melbourne City.

### International
Le 29 mai 2018, il fait ses débuts internationaux pour l'Écosse dans un match amical contre le Pérou à Lima (victoire 2-0 à faveur du Pérou).
Il est retenu par Steve Clarke, le sélectionneur de l'Écosse, pour participer à l'Euro 2020.
En juin 2024, il fait partie de la liste des 26 joueurs convoqués par Steve Clarke pour disputer l'Euro 2024 .

## Palmarès
- Championnat d'Écosse : 2018